# Anse Guyonneau
L'anse Guyonneau est une baie de Guadeloupe sur la mer des Caraïbes à Pointe-Noire.

## Géographie
Elle s'étend face à la commune de Pointe-Noire entre la pointe Cimetière Cato et la pointe Botrel. La ravine Bleue s'y jette ainsi que la rivière Caillou.

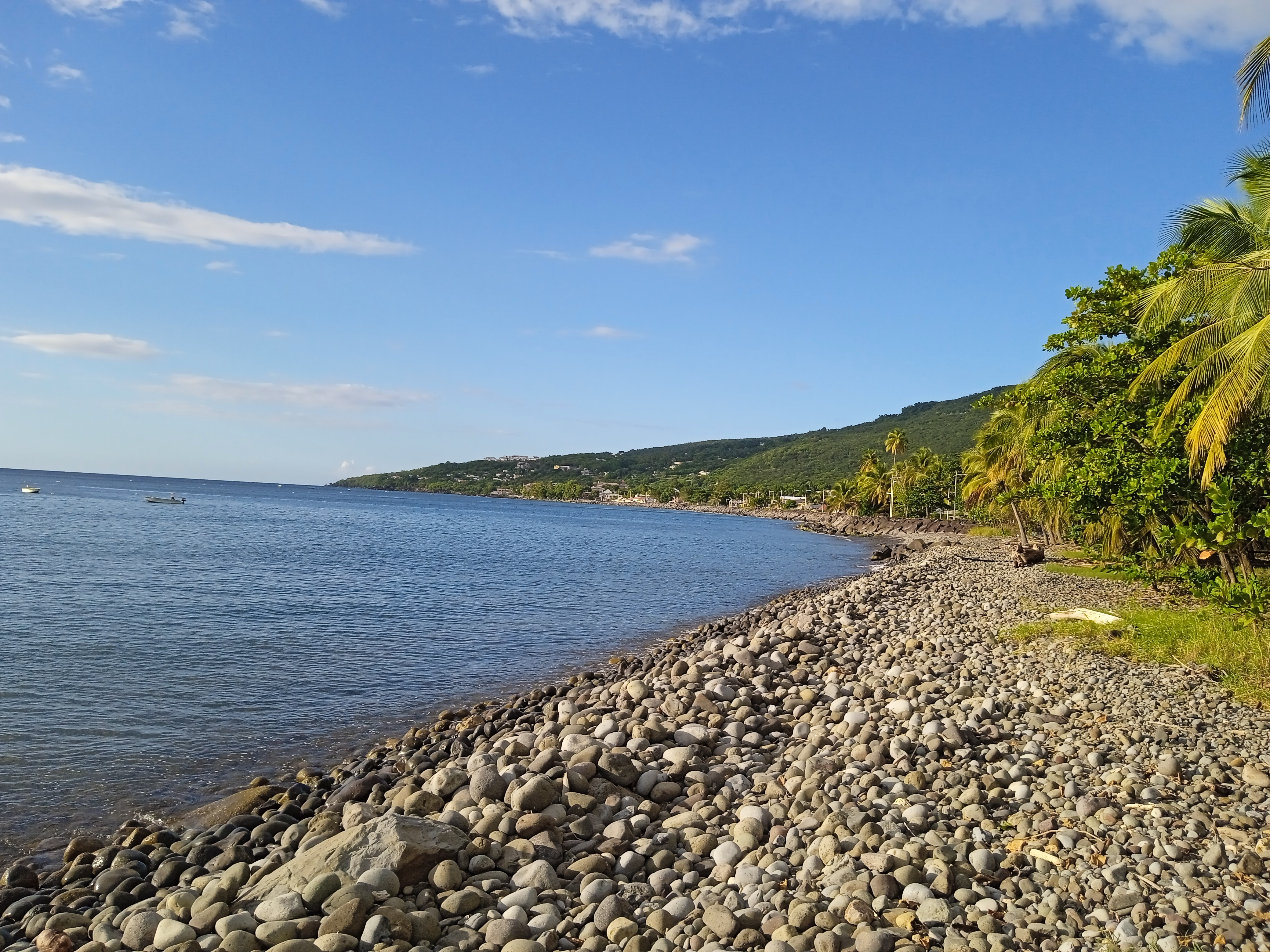
Anse Guyonneau en direction de la pointe Cimetière Cato.
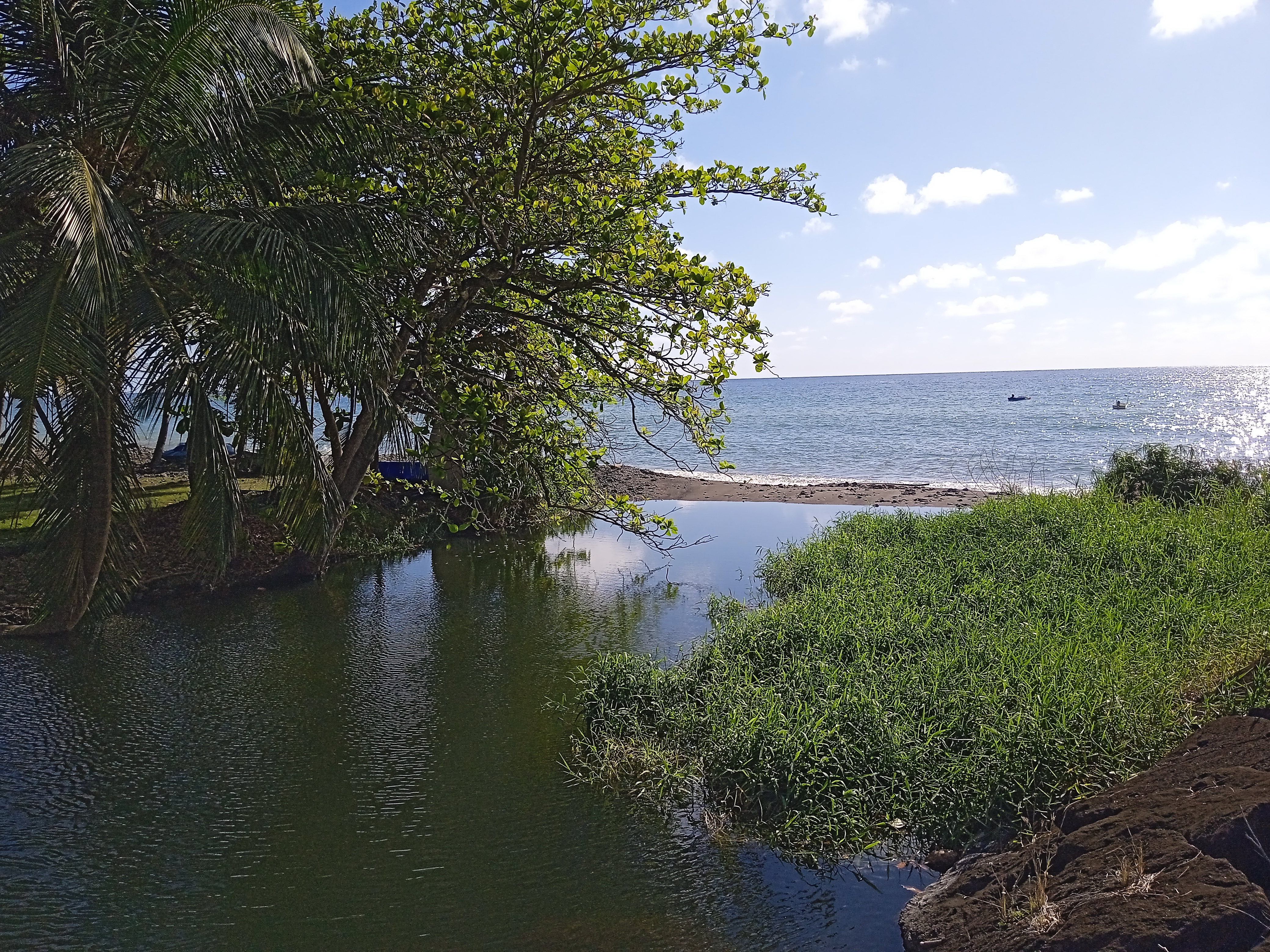
Embouchure de la ravine Bleue.
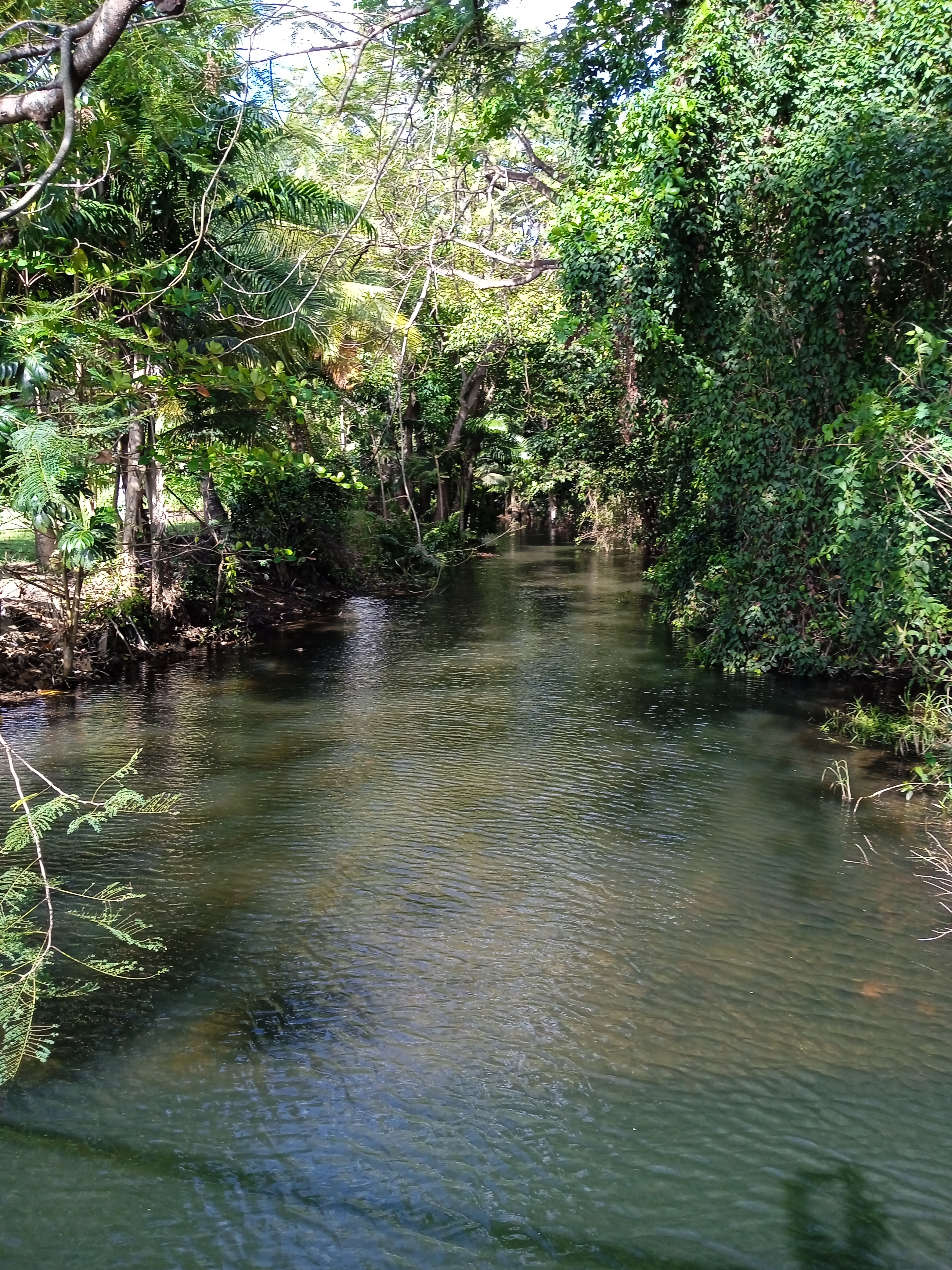
Ravine Bleue.

## Histoire
L'anse Guyonneau tient son nom d'un capitaine qui y lutta le 29 août 1747 contre les Anglais pour assister un brigantin de la Martinique venu se réfugier dans l'anse.
Le cyclone Lenny de novembre 1999 y endommage de nombreuses habitations côtières. D’importants travaux de consolidation et d'aménagement de la digue sont alors entrepris.
Une rue de Pointe-Noire porte le nom de rue de la bataille Guyonneau.